# Kanton Mayenne-Est
Der Kanton Mayenne-Est war von 1801 bis 2015 ein französischer Kanton im Arrondissement Mayenne, im Département Mayenne und in der Region Pays de la Loire; sein Hauptort war Mayenne.

## Geografie
Der Kanton Mayenne-Est lag auf einer Höhe zwischen 62 Meter in Sacé und 327 Meter in Marcillé-la-Ville.
Er lag in der Nordhälfte des Départements Mayenne und grenzte im Nordwesten an den Kanton Ambrières-les-Vallées, im Norden und Nordosten an den Kanton Le Horps, im Osten an den Kanton Bais, im Südosten an den Kanton Montsûrs, im Süden an den Kanton Argentré, im Südwesten an den Kanton Chailland und im Westen an den Kanton Mayenne-Ouest.

## Gemeinden
Der Kanton bestand aus elf Gemeinden und einem Teil der Stadt Mayenne (angegeben ist hier die Gesamteinwohnerzahl):
| Gemeinde                    | Einwohner Jahr | Fläche km² | Bevölkerungsdichte | Code INSEE | Postleitzahl |
| --------------------------- | -------------- | ---------- | ------------------ | ---------- | ------------ |
| Aron                        | 1.756 (2013)   | 32,85      | 53 Einw./km²       | 53008      | 53440        |
| La Bazoge-Montpinçon        | 987 (2013)     | 8,44       | 117 Einw./km²      | 53021      | 53440        |
| La Bazouge-des-Alleux       | 522 (2013)     | 18,10      | 29 Einw./km²       | 53023      | 53470        |
| Belgeard                    | 578 (2013)     | 13,01      | 44 Einw./km²       | 53028      | 53440        |
| Commer                      | 1.241 (2013)   | 22,88      | 54 Einw./km²       | 53072      | 53470        |
| Grazay                      | 629 (2013)     | 16,97      | 37 Einw./km²       | 53109      | 53440        |
| Marcillé-la-Ville           | 804 (2013)     | 26,96      | 30 Einw./km²       | 53144      | 53440        |
| Martigné-sur-Mayenne        | 1.730 (2013)   | 31,61      | 55 Einw./km²       | 53146      | 53470        |
| Mayenne                     | 13.376 (2013)  | –          | – Einw./km²        | 53147      | 53100        |
| Moulay                      | 972 (2013)     | 8,66       | 112 Einw./km²      | 53162      | 53100        |
| Sacé                        | 483 (2013)     | 12,46      | 39 Einw./km²       | 53195      | 53470        |
| Saint-Fraimbault-de-Prières | 1.013 (2013)   | 16,85      | 60 Einw./km²       | 53216      | 53300        |

## Geschichte
Der Kanton entstand 1801 in seiner heutigen Form aus dem Zusammenschluss von Gemeinden, die bis dahin zu den Kantonen Grazay, Martigné (heute Martigné-sur-Mayenne) und Mayenne gehörten. Der Kanton trug bis 1802 den Namen Mayenne Nord-Est; seither Mayenne-Est. 